# Carl Wilhelm Charleville
Carl Johan Gustaf Wilhelm Charleville, född 1 oktober 1827 i Fivelstads socken, Östergötlands län, död 28 december 1906 i Linköpings församling, Östergötlands län, var en svensk präst och biskop i Linköpings stift.

## Biografi
Carl Wilhelm Charleville föddes 1827 på Risberga i Fivelstads socken, Östergötlands län. Han var son till kaptenen Carl Gustaf Charleville (1794-1868) och Anna Catharina Gylling. Fadern var i sin tur son till kyrkoherden Johan Wilhelm Grevillius (1758-1814) i Vinnerstads pastorat i Östergötland och Christina Charlotta Benzelstjerna (1767-1848). Charleville studerade i Vadstena och Linköping och blev höstterminen 1846 student vid Uppsala universitet, där han promoverades till filosofie magister 16 juni 1851. Han var sedan lärare vid Nya elementarskolan i Norrköping 1854–1857. Charleville blev läroverksadjunkt i Linköping 13 november 1857 med tillträde 1858 och avlade teologie kandidatexamen 1859. Han prästvigdes i Stockholm 19 december 1859, avlade pastoralexamen 31 mars 1860 och blev lektor i teologi och hebreiska i Örebro 21 februari 1862, tillträde samma år.
Han blev kyrkoherde i Törnevalla pastorat i Östergötland 9 mars 1863 med tillträde 1864, var ledamot i kommittén för utarbetande av en ny katekes 1869, ledamot av Nordstjärneorden 1873, teologie doktor 1877, examinator i präst- och pastoralexamina 1877–1879, kyrkoherde i Vadstena, Sankt Pers och Strå församlingar 13 januari 1879 med tillträde samma år, blev kontraktsprost i Dals kontrakt 21 april 1880, inspektor för Vadstena läroverk 1880, domprost i Linköpings församling 2 november 1883 med tillträde 1885 (fjärde provpredikant) och inspektor för Linköpings seminarium 1885.
Charleville blev sedan biskop i Linköpings stift 24 maj 1893 med tillträde 1895. Han fick vid valet 152 röster jämte professor Waldemar Rudin 131 röster och biskop Gottfrid Billing 96 röster. Charleville blev kommendör av första klassen av Nordstjärneorden 1894, filosofie jubeldoktor 1901 och utnämndes 1903 till kommendör med stora korset av Nordstjärneorden.
Han höll prästmöten i Linköping 1895 och 1902, samt bevistade kyrkomötena 1878, 1883, 1888 och 1903.
Charleville avled 1906 i Linköping och begravdes på gamla kyrkogården, där en minnessten sattes upp. Ett minnestal hölls över honom på prästmötet 1912 av Hjalmar Wistrand.

### Familj
Charleville gifte sig den 5 april 1860 med Magdalena "Malin" Charlotta Roman (1850–1913), dotter till klädesfabrikören Gustaf Roman och Kristina Charlotta Luth. De fick tillsammans barnen Karl Gustaf Charleville (1862–1866), Maria Charlotta Charleville (1866–1903) som var gift med kyrkoherden Carl Wilhelm Larsson (1859–1937), kyrkoherde i Kungsholms församling, Stockholm, Hanna Kristina Charleville (1868–1950) som var gift med kyrkoherden Joel Olof Fries (1868–1940) i Hovs pastorat och Karin Elisabeth Charleville (1870–1952) som var gift med kyrkoherden Carl Wilhelm Larsson (1859–1937) i Kungsholms församling, Stockholm.